# Isabelle de Bourbon
Ne doit pas être confondu avec Isabelle de Bourbon-Parme ou Isabel de Borbón (1851-1931).
Isabelle de Bourbon (née en 1437 - morte le 25 septembre 1465), comtesse de Charolais, était la fille de Charles Ier de Bourbon, duc de Bourbon et d'Agnès de Bourgogne. Princesse de sang royal, elle descend de Saint Louis par Robert de Clermont, le fondateur de la maison capétienne de Bourbon.
Le 30 octobre 1454, elle épousa à Lille son cousin Charles le Téméraire, comte de Charolais et futur duc de Bourgogne. Elle lui apportait en dot la seigneurie de Château-Chinon.
Cette union fut une union heureuse car Isabelle de Bourbon était une fort jolie femme et son époux en tomba amoureux et lui fut fidèle, attitude rare à l'époque et contrastant avec les frasques de son père Philippe le Bon.
Le 13 février 1457, elle donna le jour à Marie de Bourgogne.
Elle meurt le 25 septembre 1465, vraisemblablement de la tuberculose à l'abbaye Saint-Michel à Anvers alors qu'elle rejoignait sa fille.
Son monument funéraire a été déplacé en la cathédrale Notre-Dame d'Anvers, et dix des vingt-quatre statuettes originales sont conservées au Rijksmuseum Amsterdam (les autres ont été volées).